# الجيش الكرواتي
الجيش الكرواتي (بالكرواتية: Hrvatska vojska) أو القُوات البرية الكرواتية (بالكرواتية: Hrvatska kopnena vojska) هو فرع القُوات البرية في القوات المسلحة الكرواتية.
يضطلع الجيش الكرواتي بدور أساسي ورئيسي هو حماية المصالح الوطنية الحيوية لجمهورية كرواتيا، والدفاع عن سيادتها وأمنها القومي.
المهام الأساسية للجيش الكرواتي هي :
- الحفاظ على المستوى الأمثل من الاستعداد القتالي للقوات المسلحة
- لقتال القوات معتد محتمل الرئيسية في الإستراتيجية التشغيلية المستويات، وإلى الدفاع عن نفسها ضد أي هجمات برية وجوية وبرمائية
- لمنع، وذلك بالتعاون مع الفروع الأخرى للقوات المسلحة، وهو المعتدي من العمليات في العمق على الأراضي الكرواتية
- لبناء وتطوير القدرة على الاستجابة للطلبات غير التقليدية المهام المطلوبة من الجيش الكرواتي (الفيضانات والحرائق والكوارث الطبيعية ...)
- لمساعدة حلفائها والدول الصديقة في وقت الحاجة.